# Санавия, Кристиан
Кристиан Санавия (итал. Cristian Sanavia; род. 27 февраля 1975, Пьове-ди-Сакко) — итальянский боксёр, представитель средних весовых категорий. Выступал за сборную Италии по боксу в середине 1990-х годов, чемпион итальянского национального первенства, победитель и призёр турниров международного значения, бронзовый призёр Средиземноморских игр. В период 1997—2014 годов боксировал на профессиональном уровне, владел титулом чемпиона мира по версии Всемирного боксёрского совета (WBC).

## Биография
Кристиан Санавия родился 27 февраля 1975 года в коммуне Пьове-ди-Сакко провинции Падуя, Италия.

### Любительская карьера
Впервые заявил о себе в боксе в сезоне 1995 года, когда в первой средней весовой категории выиграл серебряную медаль на чемпионате Италии в Риме, уступив в финале Антонио Перуджино. Попав в состав итальянской национальной сборной, одержал победу на международном турнире в Буэнос-Айресе.
В 1996 году был лучшим в зачёте итальянского национального первенства, в частности в финале взял верх над Леонардом Бунду. Также стал бронзовым призёром международного турнира «Таммер» в Тампере, серебряным призёром турнира Multi Nations в Ливерпуле, боксировал на Мемориале Странджи в Софии, где уже на предварительном этапе был выбит из борьбы за медали румыном Франчиском Ваштагом.
В 1997 году отметился победой на домашнем международном турнире «Трофео Италия» в Неаполе, выиграв в финале у представителя Украины Александра Зубрихина. Принял участие в матчевой встрече со сборной Польши. Завоевал бронзовую медаль на Средиземноморских играх в Бари.

### Профессиональная карьера
Покинув расположение итальянской сборной, в октябре 1997 года Санавия успешно дебютировал на профессиональном уровне. Долгое время шёл без поражений, хотя боксировал исключительно на домашних итальянских рингах, и уровень его оппозиции в это время был не очень высоким.
В 1999 году завоевал и затем несколько раз защитил титул чемпиона Италии среди профессионалов в средней весовой категории. Позже выигрывал титулы интерконтинентального чемпиона по версии Всемирного боксёрского союза (WBU) и интернационального чемпиона по версии Всемирного боксёрского совета (WBC).
Дважды боксировал с представителем Франции Морраде Хаккаром (30-2), в первом случае выиграл у него решением большинства судей и заполучил вакантный титул чемпиона Европейского боксёрского союза (EBU), во втором случае проиграл досрочно и лишился чемпионского пояса.
Несмотря на проигрыш, Санавия продолжил активно выходить на ринг, победил в нескольких рейтинговых поединках и в 2004 году удостоился права оспорить титул чемпиона мира WBC во втором среднем весе, который на тот момент принадлежал немцу Маркусу Байеру (29-1). Противостояние между ними продлилось все отведённые 12 раундов, в итоге судьи раздельным решением отдали победу Санавии. Спустя несколько месяцев состоялся матч-реванш, на сей раз Байер нокаутировал Санавию в шестом раунде и вернул себе чемпионский титул.
В июне 2007 года во Франции Кристиан Санавия победил по очкам россиянина Давида Гогию (17-1) и тем самым стал новым чемпионом EBU во втором среднем весе. Проведя одну успешную защиту, затем утратил этот титул, проиграв единогласным судейским решением Каро Мурату (16-0). Позднее вновь вышел на ринг против Каро Мурата (18-0) и потерпел поражение техническим нокаутом.
В апреле 2012 года боксировал за титул чемпиона EBU с британцем Джеймсом Дигейлом (11-1), проиграв техническим нокаутом в четвёртом раунде.
Завершил спортивную карьеру в 2014 году. В общей сложности провёл на профи-ринге в 56 боёв, из них 49 выиграл (в том числе 15 досрочно), 6 проиграл, тогда как в одном случае была зафиксирована ничья.